# Mini Israel

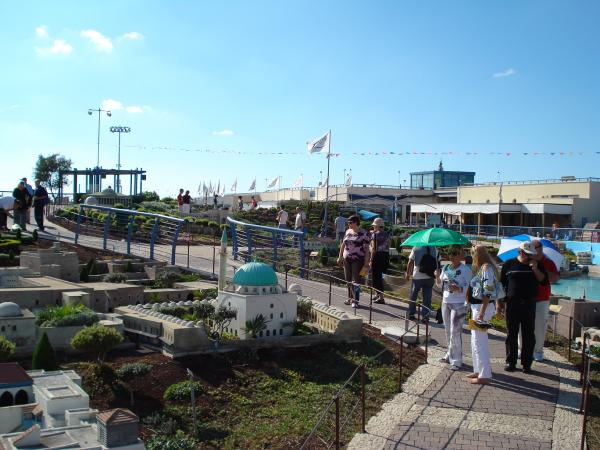

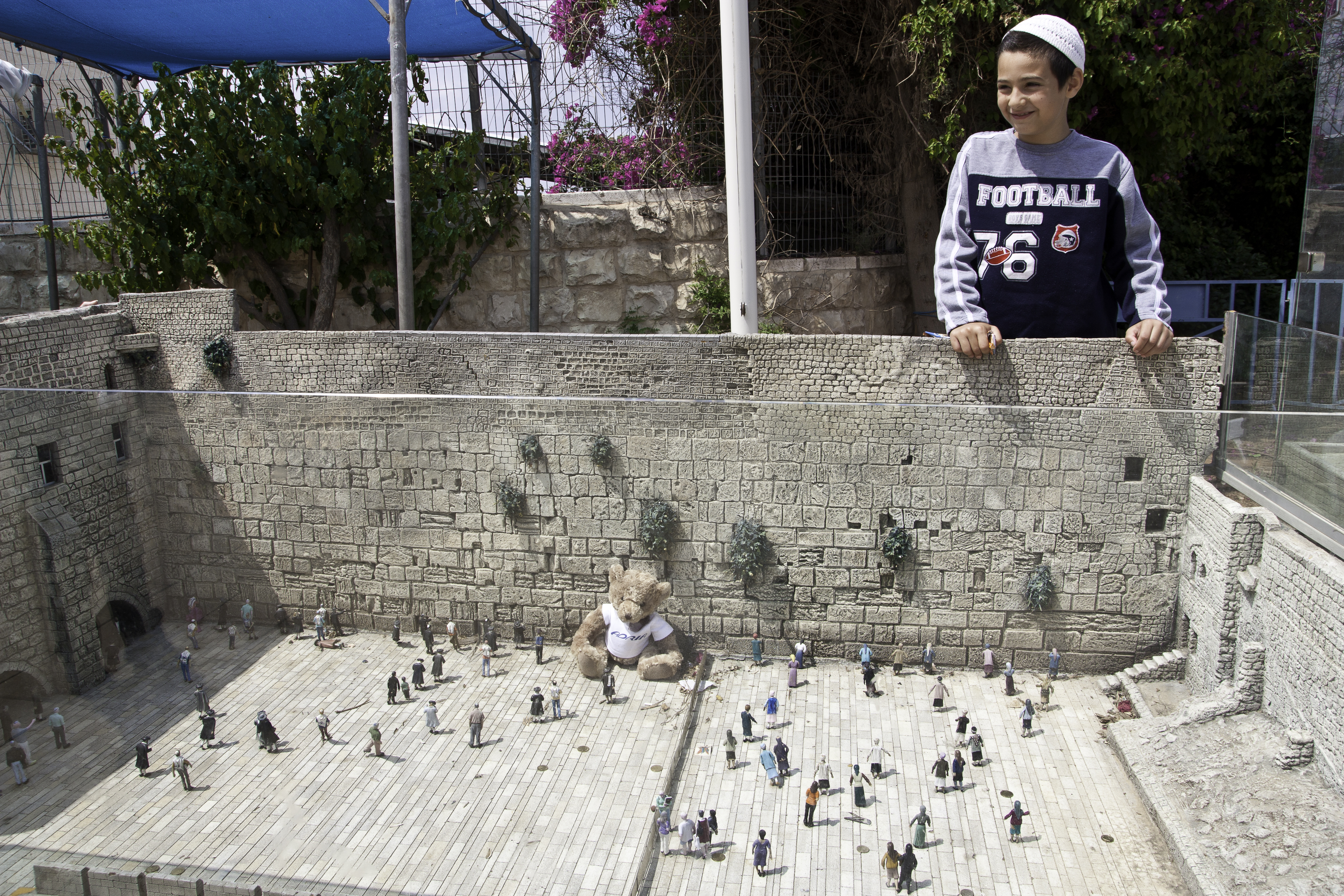

Mini Israel (em hebraico: מיני ישראל) é um parque em miniatura localizado perto de Latrun em Israel no vale de Ayalon. Inaugurado em novembro de 2002, o sítio contém réplicas em miniatura de centenas de edifícios e monumentos em Israel. A atração turística consiste em cerca de 350 modelos em miniatura, a maioria dos quais estão numa escala de 1:25.